# Alcyonium palmatum
Alcyonium palmatum Pallas, 1766 è un ottocorallo della famiglia Alcyoniidae.

## Descrizione
Forma colonie erette, alte sino a 25 cm, adese al substrato per mezzo di uno stelo basale, da cui si dipartono ramificazioni digitiformi, cui si deve il nome di "mano di morto" volgarmente attribuito alla specie. La colorazione varia da bianco-rosa a rosso-bruno.
I polipi raggiungono la lunghezza di 1 cm e hanno l'aspetto simile a quello di un fiore con otto petali, questi ultimi però sono in realtà dei tentacoli con cui catturano delle piccolissime prede prima di portarle alla bocca.

## Distribuzione e habitat
Specie endemica del Mar Mediterraneo, vive su fondali detritici o sabbiosi, da 7-10 m fino a 200 m di profondità.